# NXT WarGames
NXT WarGames (pierwotnie znane jako NXT TakeOver: WarGames) było wydarzeniem wrestlingu produkowanym corocznie przez WWE, promocję wrestlingu z siedzibą w Connecticut. Odbywający się wyłącznie dla wrestlerów z brandu rozwijającego się promocji NXT, był transmitowany na żywo i dostępny wyłącznie za pośrednictwem systemu pay-per-view (PPV) oraz usług transmisji na żywo Peacock i WWE Network. Cykl został pierwotnie zapoczątkowany w 2017 roku i odbywało się w ramach cyklu NXT TakeOver. We wrześniu 2021 roku WWE przerwało cykl TakeOver, a WarGames 2021 było pierwszym dużym wydarzeniem NXT zorganizowanym po zaprzestaniu działalności TakeOver.

## Historia
NXT TakeOver to seria okresowych wydarzeń wrestlingu wyprodukowanych przez WWE dla rozwojowego brandu firmy NXT. 17. gala TakeOver pierwotnie nosiła tytuł TakeOver: Houston, ponieważ wydarzenie odbyło się w Houston w Teksasie; jednak nazwa wydarzenia została zmieniona na TakeOver: WarGames po ogłoszeniu przez dyrektora WWE Triple H’a 4 października 2017 roku. Nazwa wydarzenia wywodzi się od starego typu zawodów stworzonego przez Dusty’ego Rhodesa w 1987 roku i pierwotnie używanego przez Jim Crockett Promotions (JCP) należącego do National Wrestling Alliance (NWA), a później corocznej walki organizowanej przez World Championship Wrestling (WCW), które WWE przejęło w 2001 roku. Podczas wydarzenia TakeOver odbyła się walka o tej samej nazwie, który był pierwszym od prawie dwudziestu lat od ostatniej walki. Inauguracyjne wydarzenie TakeOver: WarGames odbyło się 18 listopada 2017 roku w Toyota Center w Houston i było transmitowane na żywo na WWE Network. Był to program wspierający tegoroczną galę Survivor Series w systemie pay-per-view (PPV).
Drugie TakeOver: WarGames odbyło się w następnym roku, również jako pokaz wspierający tegoroczną galę Survivor Series. To z kolei sprawiło, że wydarzenie to stało się coroczną podserią głównej serii TakeOver. We wrześniu 2019 roku NXT, które wcześniej było obszarem rozwojowym WWE, stało się jedną z trzech głównych brandów firmy, dlatego wydarzenie w 2019 roku było pierwszym wydarzeniem zorganizowanym po tym uznaniu.
Z kolei wydarzenie 2020 odbyło się w Capitol Wrestling Center (które stało się stałą bazą macierzystą NXT), a także pierwsze TakeOver: WarGames wyemitowane w tradycyjnym PPV oprócz WWE Network. Ponadto, w przeciwieństwie do poprzednich wydarzeń, wydarzenie w 2020 roku zostało wyemitowane w grudniu dwa tygodnie po tegorocznym Survivor Series, a nie poprzedniego wieczoru.
We wrześniu 2021 roku brand NXT przeszedł restrukturyzację, zmieniając nazwę na „NXT 2.0”, powracając jako brand rozwojowy dla WWE. W październiku spekulowano, że federacja może zakończyć cykl TakeOver, ponieważ kolejna gala TakeOver nie została zaplanowana na 2021 roku po sierpniowym TakeOver 36. 9 listopada 2021 roku kolejną galą NXT PPV i Peacock/WWE Network zostało ogłoszone jako WarGames, które odbyło się 5 grudnia 2021 roku. Jednak w przeciwieństwie do poprzednich wydarzeń WarGames, ogłoszenie potwierdziło, że wydarzenie nie będzie galą TakeOver, a zatem kończąc cykl TakeOver.
19 września 2022 roku WWE ogłosiło, że coroczne wydarzenie Survivor Series w tym roku dla jego głównych brandów Raw i SmackDown będzie nosiło nazwę Survivor Series WarGames i będzie obejmowało dwie walki WarGames. To później zakończyło wydarzenie WarGames dla NXT, ponieważ zostało ono zastąpione przez NXT Deadline.

## Koncept
Wydarzenie skupiało się na WarGames matchu, a walką wieczoru każdego pokazu były zmagania w tytułowej strukturze. Walki WarGames to rodzaj walki w stalowej klatce, z tą różnicą, że dwa ringi są umieszczone tuż obok siebie, a prostokątna klatka bez dachu otacza krawędzie obu ringów. Walka składa się z dwóch lub trzech drużyn, z których każda składa się z od trzech do pięciu uczestników, którzy walczą ze sobą w formacie naprzemiennym. Na początku do klatki wchodzi jeden członek każdej drużyny. Po pięciu minutach członek drużyny przeciwnej wchodzi do klatki, dając swojej drużynie tymczasową przewagę handicapową 2 na 1. Po dwóch minutach wchodzi losowy członek drugiej drużyny i powtarza się to co 2 minuty, na zmianę pomiędzy każdą drużyną, aż wszyscy weszli. Kiedy wszyscy członkowie obu drużyn znajdą się w klatce, walka oficjalnie się rozpoczyna. Obie drużyny walczą się ze sobą w klatce, dopóki którykolwiek z uczestników nie zostanie przypięty, nie podda lub nie straci przytomności. Pierwotnie nie było żadnych pinfallów, wyliczeń ani dyskwalifikacji; jednakże późniejsze wersje WCW zaczęły pozwalać na pinfall, co było kontynuowane w wersji WWE. Dodatkowo w wariancie WWE, jeśli jeden członek drużyny ucieknie z klatki, cała drużyna zostaje zdyskwalifikowana.

## Lista gal
| Nr | Gala                                            | Lokalizacja             | Arena                  | Walka wieczoru |
| -- | ----------------------------------------------- | ----------------------- | ---------------------- | --- |
| 1  | NXT TakeOver: WarGames (2017) 18 listopada 2017 | Houston, Teksas         | Toyota Center          | The Authors of Pain (Akam i Rezar) i Roderick Strong vs. Sanity (Alexander Wolfe, Eric Young i Killian Dain) vs. The Undisputed Era (Adam Cole, Kyle O’Reilly i Bobby Fish) WarGames match |
| 2  | NXT TakeOver: WarGames (2018) 17 listopada 2018 | Los Angeles, Kalifornia | Staples Center         | Pete Dunne, Ricochet, Hanson i Rowe vs. The Undisputed Era (Adam Cole, Kyle O’Reilly, Bobby Fish i Roderick Strong) WarGames match                                                         |
| 3  | NXT TakeOver: WarGames (2019) 23 listopada 2019 | Rosemont, Illinois      | Allstate Arena         | Tommaso Ciampa, Keith Lee, Dominik Dijakovic i Kevin Owens vs. The Undisputed Era (Adam Cole, Kyle O’Reilly, Bobby Fish i Roderick Strong) WarGames match                                  |
| 4  | NXT TakeOver: WarGames (2020) 6 grudnia 2020    | Orlando, Floryda        | WWE Performance Center | The Undisputed Era (Adam Cole, Kyle O’Reilly, Bobby Fish i Roderick Strong) vs. Team McAfee (Pat McAfee, Pete Dunne, Danny Burch i Oney Lorcan) WarGames match                             |
| 5  | NXT WarGames (2021) 5 grudnia 2021              | Orlando, Floryda        | WWE Performance Center | Team Black & Gold (Tommaso Ciampa, Johnny Gargano, Pete Dunne i LA Knight) vs. Team 2.0 (Bron Breakker, Carmelo Hayes, Grayson Waller i Tony D’Angelo) WarGames match                      |